# Nordkoreas riksvapen
Nordkoreas riksvapen visar vattenkraftverket Sup'ung-dam  vid Paektu, "revolutionens heliga berg" som det kallas i den nordkoreanska författningen (artikel 163), under en strålande röd stjärna. En kraftledning finns också avbildad. Ovan inramat av risax och under av ett rött band med texten "Demokratiska folkrepubliken Korea" i hangul. Det är ovanligt med detaljer som hör ihop med teknik i ett riksvapen.
Riksvapnet antogs, liksom landsflaggan, i september 1948 och har klara likheter med Sovjetunionens statsvapen.